# Петнист орлов скат
Aetobatus narinari е вид хрущялна риба от семейство Орлови скатове (Myliobatidae). Видът е почти застрашен от изчезване.

## Разпространение
Разпространен е в Австралия (Западна Австралия, Куинсланд, Нов Южен Уелс и Северна територия), Американски Вирджински острови, Ангола, Ангуила, Антигуа и Барбуда, Бангладеш, Барбадос, Бахамски острови, Бахрейн, Белиз, Бенин, Бермудски острови, Бразилия, Британски Вирджински острови, Бруней, Венецуела, Виетнам, Габон, Гамбия, Гана, Гваделупа, Гватемала, Гвиана, Гвинея, Гвинея-Бисау, Гренада, Демократична република Конго, Джибути, Доминика, Доминиканска република, Египет, Еквадор (Галапагоски острови), Екваториална Гвинея, Еритрея, Йемен, Израел, Източен Тимор, Индия, Индонезия, Йордания, Ирак, Иран, Кайманови острови, Камбоджа, Камерун, Катар, Кения, Китай, Колумбия, Коста Рика, Кот д'Ивоар, Куба, Кувейт, Либерия, Мавритания, Мадагаскар, Малайзия, Мартиника, Мексико (Веракрус, Гереро, Долна Калифорния, Кампече, Кинтана Ро, Колима, Мичоакан, Наярит, Оахака, Синалоа, Сонора, Табаско, Тамаулипас, Халиско, Чиапас и Юкатан), Мианмар, Микронезия, Мозамбик, Монсерат, Нигерия, Никарагуа, Нова Каледония, Обединени арабски емирства, Оман, Пакистан, Панама, Папуа Нова Гвинея, Провинции в КНР, Пуерто Рико, Салвадор, Сао Томе и Принсипи, Саудитска Арабия, САЩ (Алабама, Джорджия, Луизиана, Мисисипи, Северна Каролина, Тексас, Флорида, Хавайски острови и Южна Каролина), Северна Корея, Сейнт Винсент и Гренадини, Сейнт Китс и Невис, Сейнт Лусия, Сенегал, Сиера Леоне, Сингапур, Соломонови острови, Сомалия, Судан, Суринам, Тайван, Тайланд, Танзания, Того, Тринидад и Тобаго, Търкс и Кайкос, Фиджи, Филипини, Френска Гвиана, Хаити, Хондурас, Шри Ланка, Южна Африка, Южна Корея, Ямайка и Япония.